# Dora Carral
Dora Carral (* 1935) ist eine kubanische Opernsängerin (Sopran).

## Leben
Dora Carral begann ihre Bühnenlaufbahn Anfang der 1950er Jahre in ihrer kubanischen Heimat. 1953 war sie als Siebel in Faust Partnerin von Ann Ayers und Eugene Conley. 1954 sang sie in einer Aufführung von Bastien und Bastienne.
Ihre Karriere entwickelte sich jedoch dann hauptsächlich in den Sechzigerjahren des 20. Jahrhunderts in Italien. Sie war Mitglied der „Opera da Camera di Milano“, mit der sie 1964 als Proserpina in der Monteverdi-Oper L’Orfeo, u. a. neben Anna Reynolds als Messaggera, in Versailles auftrat sowie bei den Festspielen in Aix-en-Provence und bei der  Internationalen Weltausstellung in Osaka gastierte.
1962–1963 trat sie beim Maggio Musicale Fiorentino als Clorinda in La Cenerentola und als Schwester Genovieffa in Suor Angelica aus Puccinis Il trittico auf. Sie gastierte an verschiedenen italienischen Bühnen und trat im Konzertsaal mit Arien von Mozart, Galuppi, Scarlatti, aber auch mit Schubert-Liedern auf. Sie wirkte in zahlreichen Opernaufführungen der RAI mit. Sie setzte ihre Karriere bis in die siebziger Jahre des 20. Jahrhunderts fort.
Carrals Stimme ist in zahlreichen Operngesamtaufnahmen, die schwerpunktmäßig zwischen 1962 und 1967 entstanden, dokumentiert. Unter Leitung von Lamberto Gardelli sang sie die Fenena in einer Nabucco-Aufnahme, die 1965 in Wien aufgenommen wurde und bei Decca erschien. Auch nahm sie viele kleinere Partien für die Schallplatte auf, so die Dienerin Annina in La traviata (Decca 1962, an der Seite von Joan Sutherland und Carlo Bergonzi). Außerdem existieren Live-Mitschnitte der RAI von den Opern Temistocle von Johann Christian Bach (Mai 1976) und Crispino e la comare von Luigi und Federico Ricci (Juli 1977).
Für das kubanische Fernsehen sang sie 1960 in einer Opernverfilmung die Titelrolle in Madama Butterfly.